# Choiceland (Saskatchewan)
Choiceland je městečko nacházející se v kanadské provincii Saskatchewan, v kulturní krajině na pomezí mezi divočinou pokrytou souvislým severským lesem a zemědělskou krajinou.
Přestože je Choiceland na městečko hodně malý, je zde základní škola, William Mason Public School, která nabízí školní docházku od mateřské školy až po dvanáctý stupeň. Choiceland leží asi hodinu cesty automobilem z Prince Albertu, většího saskatchewanského města.

## Podnebí
| Klimatická data pro Choiceland | Klimatická data pro Choiceland | Klimatická data pro Choiceland | Klimatická data pro Choiceland | Klimatická data pro Choiceland | Klimatická data pro Choiceland | Klimatická data pro Choiceland | Klimatická data pro Choiceland | Klimatická data pro Choiceland | Klimatická data pro Choiceland | Klimatická data pro Choiceland | Klimatická data pro Choiceland | Klimatická data pro Choiceland | Klimatická data pro Choiceland |
| Měsíc                          | Led                            | Únor                           | Břez                           | Dub                            | Kvě                            | Čer                            | Čvc                            | Srp                            | Září                           | Říj                            | List                           | Pros                           | roční                          |
| ------------------------------ | ------------------------------ | ------------------------------ | ------------------------------ | ------------------------------ | ------------------------------ | ------------------------------ | ------------------------------ | ------------------------------ | ------------------------------ | ------------------------------ | ------------------------------ | ------------------------------ | ------------------------------ |
| Rekordně nejvyšší °C (°F)      | 9                              | 9.5                            | 16.5                           | 31.7                           | 35                             | 37                             | 36.1                           | 36.1                           | 35                             | 28.3                           | 20.6                           | 8.3                            | 37                             |
| Průměrné nejvyšší °C (°F)      | -13.6                          | -9.4                           | -1.5                           | 8.6                            | 18.2                           | 22                             | 24.1                           | 22.8                           | 16.4                           | 8.7                            | -4.2                           | -11.9                          | 6,7                            |
| Denní průměr °C (°F)           | −18.7                          | −14.9                          | −7.4                           | 2.7                            | 11.2                           | 15.2                           | 17.4                           | 16                             | 10                             | 3.4                            | -8.4                           | -16.6                          | 0,8                            |
| Průměrné nejnižší °C (°F)      | -23.7                          | -20.5                          | -13.3                          | -3.3                           | 4.2                            | 8.3                            | 10.7                           | 9.2                            | 3.6                            | -2                             | -12.6                          | -21.4                          | -5,1                           |
| Rekordně nejnižší °C (°F)      | -47.8                          | -45                            | -39.4                          | -33.9                          | -11.1                          | -3.3                           | 0                              | -3                             | -11.1                          | -25                            | -37.8                          | -43                            | -47,8                          |
| Srážky mm (inches)             | 19.7                           | 18.6                           | 20.1                           | 26.7                           | 46.9                           | 82.3                           | 78.2                           | 65.2                           | 52                             | 28.1                           | 22.9                           | 23.2                           | 483,7                          |
| Source: Environment Canada     |                                |                                |                                |                                |                                |                                |                                |                                |                                |                                |                                |                                |                                |